# Never Say Goodbye
«Never Say Goodbye» (en español: «Nunca decir adiós») es el título de una power ballad interpretada por la banda de rock estadounidense Bon Jovi, incluida en su tercer álbum de estudio, Slippery When Wet (1986). La canción fue escrita por el líder y vocalista de la banda Jon Bon Jovi, coescrita por El guitarrista principal Richie Sambora y producida por Bruce Fairbairn. La empresa discográfica Mercury Records la lanzó el 11 de mayo de 1987 como el tercer sencillo del álbum.
Debido a que no fue lanzado en los Estados Unidos como sencillo disponible para el mercado, la canción no estuvo calificada para ingresar en el Billboard Hot 100, sin embargo, alcanzó el número 28 en el Hot 100 Airplay y el número 11 en el Mainstream Rock Tracks. Mientras en el Reino Unido, alcanzó el puesto número 21.
La canción describe la relación entre dos jóvenes amantes, y su deseo de permanecer juntos.
Sigue siendo en ocasiones interpretada en vivo por la banda en concierto.
El video musical fue dirigido por Wayne Isham, quien también se encargó de la dirección de todos los sencillos desprendidos de Slippery When Wet.

## Lista de canciones
Lanzamiento original en los Estados Unidos (Mercury 888 806-7)
1. «Never Say Goodbye»
2. «Edge of a Broken Heart»

Lanzamiento original en Europa
1. «Never Say Goodbye»
2. «Shot Through the Heart» (en vivo)

Relanzamiento
1. «Never Say Goodbye»
2. «Social Disease»
3. «Edge Of A Broken Heart»
4. «Raise Your Hands»

## Posicionamiento
| Lista (1987)                            | Mejor posición |
| --------------------------------------- | -------------- |
| Australia (Kent Music Report)           | 26             |
| Bélgica (Flandes) (Ultratop 50)         | 28             |
| Estados Unidos (Hot 100 Airplay)        | 28             |
| Estados Unidos (Mainstream Rock Tracks) | 11             |
| Irlanda (IRMA)                          | 4              |
| Nueva Zelanda (Recorded Music NZ)       | 38             |
| Países Bajos (Mega Single Top 100)      | 59             |
| Reino Unido (UK Singles Chart)          | 21             |